# جرج دنت (بازیکن فوتبال)
جرج دنت (انگلیسی: George Dent; ۹ مارس ۱۸۹۹ – ۱ سپتامبر ۱۹۸۳) بازیکن فوتبال اهل بریتانیا بود.
از باشگاه‌هایی که در آن بازی کرده‌است می‌توان به باشگاه فوتبال گریمزبی تاون اشاره کرد.